# Ликслип Конфи
Ликслип Конфи — железнодорожная станция, открытая 2 июля 1990 года и обеспечивающая транспортной связью Лейкслип в графстве Килдэр, Республика Ирландия. Это одна из двух станций в этом городе.
Замок Ликслип, Удивительный амбар